# Tyson Wahl
Tyson Wahl (Newport Beach, California, Estados Unidos; 23 de febrero de 1984) es un futbolista estadounidense. Juega de defensa y su actual equipo es el Columbus Crew de la Major League Soccer.

## Trayectoria
Wahl jugó entre 2002 y 2005 con los Golden Bears de la Universidad de California, Berkeley. Paralelamente, entre 2004 y 2005 integró las filas del Orange County Blue Star de la USL Premier Development League. 
Después de graduarse fue elegido por los Kansas City Wizards en la segunda ronda del draft de la Major League Soccer del año 2006.
En noviembre de 2008 fue elegido por el Seattle Sounders FC en el draft de expansión para integrar la plantilla de dicho equipo en su primera temporada en la Major League Soccer.
En noviembre de 2011 fue elegido por el Montreal Impact en el draft de expansión para integrar la plantilla de dicho equipo en su primera temporada en la Major League Soccer en 2012.

## Clubes
| Club                    | País           | Año       |
| ----------------------- | -------------- | --------- |
| Orange County Blue Star | Estados Unidos | 2004-2005 |
| Kansas City Wizards     | Estados Unidos | 2006-2008 |
| Seattle Sounders FC     | Estados Unidos | 2009-2011 |
| Montreal Impact         | Canadá         | 2012      |
| Columbus Crew           | Estados Unidos | 2012-     |